# فرانسیسکو فابرگاس مونگال
فرانسیسکو فابرگاس مونگال (اسپانیایی: Francisco Fábregas Monegal‎؛ زادهٔ ۱۴ اکتبر ۱۹۷۷) بازیکن هاکی روی چمن اهل اسپانیا است که در مسابقات کشوری و بین‌المللی در مجموع برندهٔ ۳ مدال طلا، ۳ مدال نقره، ۲ مدال برنز شده‌است.